# روزویتا بایر
روزویتا بایر (آلمانی: Roswitha Beier؛ زادهٔ ۲۲ دسامبر ۱۹۵۶) شناگر زن اهل آلمان بود.
وی در مسابقات کشوری و بین‌المللی در مجموع برندهٔ ۳ مدال نقره شده‌است.